# Мими Йорданова
Мими Йорданова Тодорова е българска куклена и озвучаваща актриса. Известна е с ролите си в различни куклени постановки, както и с озвучаване на филми, сериали и реклами.

## Биография
Родена е на 1 юни 1971 г. в град Ямбол. Нейният по-голям брат е сценаристът и политик Тошко Йорданов.
През 1990 г. е приета във ВИТИЗ „Кръстю Сарафов“ със специалност „Актьорско майсторство за куклен театър“ с художествен ръководител проф. Николина Георгиева и асистенти доц. Румен Рачев и доц. В. Павлова. Завършва през 1994 г.
Йорданова е играла на сцените в Драматично-кукления театър в Благоевград, Драматичния театър в Монтана, а днес играе в Столичния куклен театър.

### Кариера в дублажа
Йорданова се занимава с озвучаване на филми, сериали и реклами от 2007 г. Участва в дублажите на „БНТ“, „Александра Аудио“, „Доли Медия Студио“, „Андарта Студио“, „Про Филмс“, „Медиа Линк“, студио „Ви Ем Ес“, „Саунд Сити Студио“ и др.
Тя е диктор на реалити поредицата „Истински истории – разводи“.

## Участия в театъра
Драматичен театър – Монтана
1. „Йончови ханове“
2. „Комедия на тъмно“

Столичен куклен театър
1. „Трите прасенца“ – автор и режисьор Венелин Кьосев[5][6]
2. „Свободно съчинение за слънцето“ от Кирил Топалов – режисьор Николай Бояджиев[7][8]
3. „Вампирова булка“ по Николай Райнов – режисьор Тодор Вълов[9][10][11]
4. „Питър Пан“ по Джеймс Матю Бари – постановка Боньо Лунгов[12][13]
5. „Часовете“ – автор и режисьор Ивет Лазарова-Торосян[14][15]
6. „Принцесите и Змеят“ по Милада Маташова – сценична версия и постановка Кирякос Аргиропулос[16][17]
7. „Коледен карнавал“ по идея на Зорница Николова – режисьор Анастасия Янкова[18][19]
8. „Малките плодчета“ – сценарий и постановка Съни Сънински[20][21]
9. 2012 – „Картини от една изложба“ – сценарий и режисура Бисерка Колевска[22][23][24]
10. „Жабокът принц“ по Братя Грим – постановка Тодор Вълов[25][26]
11. „Бяла приказка“ от Валери Петров – постановка Атанас Илков[27][28]
12. „Пази детето!“ по идея на Кирякос Аргиропулос – режисьор Елза Лалева[29][30]
13. „Хуан Дариен – момчето вятър“ – драматизация и постановка Катя Петрова[31][32]
14. „Игра на въображение“ – постановка Боньо Лунгов и Константин Каракостов[33][34]
15. „Патенцето“ по Нина Гернет и Тамара Гуревич – сценарий и постановка Злати Златев[35][36]

Куклен театър – Благоевград
1. „Добро утро, лека нощ“ от Доналд Бисет – режисьор Тодор Вълов[37]
2. „Хайде да порастнем“ – режисьор Вергиния Павлова[38]
3. „Малкото голямо пътешествие“ от Тодор Вълов и Живка Донева – режисьор Тодор Вълов[39]
4. „Карнавал на животните“ – режисьор Бистра Тупарова[40]

## Награди и номинации
През 1996 г. Йорданова е номинирана за награда „Куклар“ за женска роля за спектакъла „Малкото голямо пътешествие“.